# Coelostegia griffithii
Coelostegia griffithii är en malvaväxtart som beskrevs av George Bentham. Coelostegia griffithii ingår i släktet Coelostegia och familjen malvaväxter. Inga underarter finns listade i Catalogue of Life.

## Bildgalleri

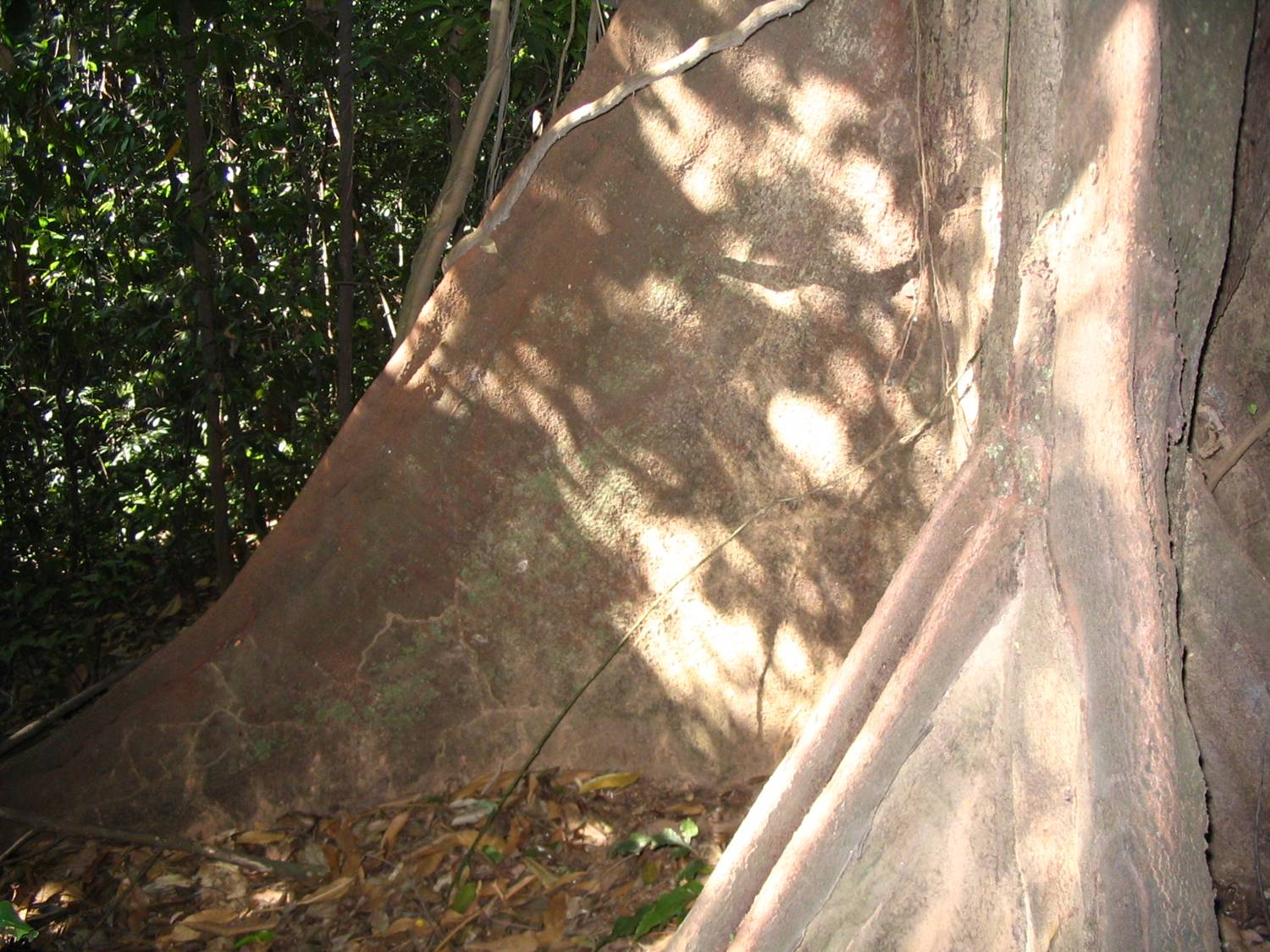